# أوغستين فراح
أوغستين فراح هو رئيس أساقفة لبناني، ولد في 4 مايو 1910 في لبنان، وتوفي في 31 مارس 1983.